# Guaymas (municipi)
Guaymas és un municipi de l'estat de Sonora. Guaymas és el cap de municipi i principal centre de població d'aquesta municipalitat. Aquest municipi és a la part nord-oest de l'estat de Sonora, limita al nord amb el municipi d'Hermosillo, al sud amb Mar de Cortés, a l'oest amb Bácum i a l'est amb Mar de Cortés.